# Prolaphystiopsis ornithorhynchus
Prolaphystiopsis ornithorhynchus is een vlokreeftensoort uit de familie van de Laphystiopsidae. De wetenschappelijke naam van de soort is voor het eerst geldig gepubliceerd in 1952 door Bulycheva.